# جانجير آغا
جنغير آغا (بالكردية: Cangîr Axa، Cîhangîr Axa) (بالأرمنية: Ջահանգիր Աղա) (بالأرمنية: Джаангир Ага).
هو الجنرال جوردان بيشكيك (حوالي 1874–1943)، وكان من الشخصيات العسكرية والاجتماعية البارزة في أرمينيا مطلع القرن العشرين. يُعتبر بطلاً قومياً لدى الشعب اليزيدي. توفي في السجن عام 1943 بعد اعتقاله خلال حملة التطهير الكبرى في عام 1938، وقد أُعيد تأهيله بعد وفاته.

## حياته
وُلد جنغير آغا في عائلة كردية يزيدية بقرية تشوبوكلو التابعة لولاية وان في الدولة العثمانية. وقد ألّف الأكراد اليزيديون عدداً من الأغاني عنه باللغة الكرمانجية.

## أنشطته
حوالي عام 1909، التقى جنغير آغا بالمناضل أندرانيك، أحد أبرز رموز استقلال أرمينيا عن الدولة العثمانية. وقد قدّم جنغير آغا دعماً كبيراً للقوميين الأرمن، شمل مساعدات عسكرية ومادية.

## الحرب العالمية الأولى
خلال الحرب العالمية الأولى، تولّى جنغير آغا قيادة سلاح الفرسان غير النظامي بصفته زعيماً قبلياً. في بداية الحرب، حاول الفوج اليزيدي الأول التابع له، المعروف باسم "فوج النوديست"، تجنب الانخراط في المعارك ضد الجيش الروسي. لكن في عام 1915، وبعد سقوط مدينة وان بيد القوات الروسية، انضم جنغير آغا بفوجه إلى جانب الجيش الروسي، إلى جانب أربعة أفواج كردية ويزيدية أخرى بقيادة أوسوب بك تيموريان، نجيد بك، عثمان آغا، وحسين بك.
خلال المعارك الأرمنية التركية عام 1918، لعب جنغير آغا دوراً بارزاً في انتصار الأرمن على القوات التركية والأكراد السنة في قرية مولابالزيت. كما شارك في معركة باش آبران التي جرت بين 16 و18 آيار 1918، حيث قاتل إلى جانب الأرمن بكتيبته اليزيدية المؤلفة من ثلاثمائة فارس ضد الجيش التركي الذي كان قد غزا أرمينيا.

## انتفاضات فبراير
رحّب جنغير آغا بقيام السلطة السوفييتية في أرمينيا عام 1920، لكنه انضم لاحقاً إلى الانتفاضات المناهضة للبلاشفة في 18 شباط 1921، وشارك في المعارك التي دارت في يريفان.

## السنوات الأخيرة
تم القبض على جنغير آغا في عام 1938 خلال حملة التطهير الكبير، وتوفي في عام 1943 عن عمر يناهز 69 عامًا في أحد سجون ساراتوف. بعد وفاته، تم إعادة تأهيل جثمانه في عام 1959 ودفنه في قريته الأصلية.